# Anna Falkenberg
Anna Lovisa Falkenberg (født 4. januar 1996 i Oyri) en færøsk politiker som repræsenterer Sambandsflokkurin (Sambandspartiet). Hun har været medlem af Folketinget siden 1. november 2022.
Falkenberg er født i 1996 i bygden Oyri som datter af malermester Benny Falkenberg og frisør Elsa Falkenberg. Hun er barnebarn af Edmund Joensen som tidligere sad i Folketinget for Sambandsflokkurin men ikke genopstillede i 2022. Falkenberg bor pr. 2022 i Hoyvík.
Efter skolegang i Hoyvík 2002-2011 gik Falkenberg et år på Idrætsefterskolen i Ikast 2011-2012, før hun tog matematisk studentereksamen på Føroya Studentaskúli og HF-skeið i Thorshavn 2012-2015. Hun studerede til cand.scient.pol. på Københavns Universitet 2016-2022. Falkenberg var studentermedhjælper i Sundheds- og Ældreministeriet 2017-2019 og politisk rådgiver for Sambandsflokkurin i Folketinget 2019-2022.
I 2018-2019 var Falkenberg formand for Unga Samband på Færøerne og vicepræsident for Ungdommens Nordiske Råd. Hun blev folketingskandidat for Sambandsflokkurin i 2022 og valgt ved folketingsvalget samme år.
Falkenberg ønsker større lokal indflydelse på færøsk udenrigspolitik og udvidelse af det arktiske fællesskab, men vil ikke blande sig i dansk politik. Hun indgår i Venstres folketingsgruppe. Falkenberg er formand for Folketingets Færøudvalg. Hun er kun den anden kvinde som er valgt til Folketinget på Færøerne. Den første var Lisbeth Petersen som blev valgt ved valget i 2001. Hun var også fra Sambandsflokkurin.